# Bruce Norman
Pour les articles homonymes, voir Norman.
Bruce Norman, pseudonyme de Norman (George) Denny, né en 1901, dans le Kent, et mort en 1982, à Hove, dans le Sussex, est un auteur britannique de roman policier et de roman d’aventures.  Il a signé de son nom des traductions et des textes littéraires, ainsi que, sous le pseudonyme de Norman Dale, des ouvrages de littérature d'enfance et de jeunesse.

## Biographie
Pendant son enfance, il vit deux ans à Mexico alors que son père y honore un contrat d'ingénieur minier.
De retour en Angleterre, il fait ses études et, à l’âge de dix-huit ans, fait le saut en littérature en publiant des nouvelles dans des magazines.  En 1923, il adopte le pseudonyme de Bruce Norman pour se lancer dans la nouvelle policière.  En 1926, il donne son premier roman policier, Les Mille Mains, où enquête le détective James Mallaby, héros qui revient l'année suivante dans Black Pawn.  Il fait paraître ensuite des récits d’aventures et d’espionnage sous ce pseudonyme qu’il abandonne en 1937. 
Pendant la Deuxième Guerre mondiale, il amorce sous son nom une longue carrière de traducteur de textes allemands et surtout français : il traduira notamment la pièce Clérambard, la nouvelle Le Passe-muraille et plusieurs autres œuvres de Marcel Aymé. En 1947, il signe aussi de son nom un roman littéraire, Sweet Confusion. A Novel. Il est toutefois mieux connu sous le pseudonyme de Norman Dale pour avoir publié à partir de 1943 de nombreux récits d'aventures de littérature d’enfance et de jeunesse, dont la série des Medenham. 
Devenu conseiller littéraire d’une maison d’édition britannique et marié, il vit au début des années 1950 sur une ferme du Surrey avec sa femme, ses deux fils et sa fille.  Il déménage ensuite sur une ferme du Devon jusqu’à la mort de sa femme en 1973, puis s’installe sur le littoral du Sud à Hove dans le Sussex jusqu’à sa propre mort en 1982.

## Œuvre

### Romans

#### Série policièreJames Mallaby
- The Thousand Hands (1926) Publié en français sous le titre Les Mille Mains, Paris, Librairie des Champs-Élysées, Le Masque no 4, 1927
- Black Pawn (1927)

#### Autres romans
- Late of London Wall... (1931)
- The Luck of Jocelyn Pinner, R.N. Being some episodes in the career of a sailor of fortune (1931), roman d’aventures

#### Roman signé Norman Denny
- Sweet Confusion. A Novel (1947)

### Ouvrages de littérature d’enfance et de jeunesse signés Norman Dale

#### SérieMedenham
- The Medenham Carnival (1957)
- All Change for Medenham (1959)
- The Pied Piper of Medenham (1959)
- A Medenham Secret (1962)

#### SériePeter, Ginger et Véronique
- Secret Service! (1943) Publié en français sous le titre Service secret, Paris, Desclée de Brouwer, coll. Belle Humeur, 1949
- Dangerous Treasure (1944) Publié en français sous le titre Le Trésor mystérieux, Paris, Desclée de Brouwer, coll. Belle Humeur, 1949
- The Best Adventure (1945)  Publié en français sous le titre La Plus Belle Aventure, Paris, Desclée de Brouwer, coll. Belle Humeur, 1949

#### SérieTim Forest
- The Exciting Journey (1948) Publié en français sous le titre Un voyage mouvementé, Paris, Desclée de Brouwer, coll. Belle Humeur, 1951
- Merry Christmas (1948) Publié en français sous le titre Une mystérieuse aventure à Noël, Paris, Desclée de Brouwer, coll. Belle Humeur, 1951
- Skeleton Island (1949) Publié en français sous le titre L'Île au squelette, Paris, Desclée de Brouwer, coll. Belle Humeur, 1953

#### Autres ouvrages
- Clockwork Castle (1952) Publié en français sous le titre Le château fantastique, Paris, Desclée de Brouwer, coll. Belle Humeur, 1954
- The Valley of the Snake (1953) Publié en français sous le titre La Vallée du Serpent, Paris, Desclée de Brouwer, coll. Belle Humeur, 1954
- The Secret Motorcar (1954) Publié en français sous le titre La Mystérieuse 4 CV, Paris, Delagrave, coll. Bouton d'or no 17, 1965
- The Casket and the Sword (1955)
- The Clock That Stuck Fifteen (1956)
- Johnnie-by-the-River (1957)
- The House Where Nobody Lived (1958)
- The Game that Really Happened (1959)
- Look at Farms (1960)
- The Six Stones Faces (1960)
- The House in Cobble Lane (1964)

### Nouvelles

#### Signées Bruce Norman
- Tanks Listens-In (1923)
- A Matter of Disguise (1924)
- Paying Prisoner (1935)
- The Lost Garden (1936)
- The Perfect Conspiracy (1936)
- Profit…No Loss (1937)

#### Signées Norman Denny
- The New Man at Hill’s (1919)
- The Blackmailing of Summers (1919)
- The Crowning Achievement (1920)
- Curing Mr. Cowler (1921)
- Menagerie Island (1922)
- An Odd Job (1922)
- Simmons Scores (1923)
- Law and Order (1923)
- The Attaché Case (1924)
- Strictly Unofficial (1924), article
- The Human Touch (1924)
- Putting It Over! (1924)
- Behind the Screen (1924)
- Heritage (1924)
- A Sense of Drama (1925)

### Autre publication signée Norman Denny
- The Bayeux Tapestry. The Story of the Norman Conquest (1966)

## Sources
- Jacques Baudou et Jean-Jacques Schleret, Le Vrai Visage du Masque, vol. 1, Paris, Futuropolis, 1984, 476 p. (OCLC 311506692), p. 324.